# Alexander Michailowitsch Semjonow
Alexander Michailowitsch Semjonow (russisch Александр Михайлович Семёнов, wiss. Transliteration Aleksandr Michajlovič Semënov; * 18. Februar 1922 in Torschok, Gouvernement Twer; † 23. Juni 1984 in Leningrad, UdSSR) war ein sowjetisch-russischer Maler und Mitglied des Leningrader Künstlerverbandes, einer der wichtigsten Vertreter der Leningrader Schule für Malerei.

## Werdegang
Mitte der 1930er Jahre zog Semjonows Familie nach Leningrad. Im Jahr 1940 absolvierte Semjonow die Leningrader Kunstschule, er studierte bei Alexander Gromow, Semion Bootler, Viktor Oreschnikow, Wladimir Lewitsky und Mariam Aslamazian.
Im Jahr 1941 meldete sich Semjonow freiwillig zur Roten Armee und nahm an der Verteidigung Leningrads im Zuge des Deutsch-Sowjetischen Kriegs teil. Nach dem Krieg konnte er seine beruflichen und künstlerischen Fähigkeiten als Maler entwickeln. Seit 1954 nahm er an der Ausstellung der Leningrader Künstler teil. 1957 wurde Alexander Semjonow als Mitglied in den Leningrader Künstlerverband aufgenommen. Im gleichen Jahr nahm er als einer der führenden Leningrader Maler an der All-Unions-Kunstausstellung in Moskau teil, die dem 40. Jahrestag der Oktoberrevolution gewidmet war.
Semjonow malte Landschaften von Leningrad und seiner Bezirke, der alten russischen Städte Torschok, Staraja Ladoga, Pskow, Jaroslawl und Rostow. Ruhm und Anerkennung fanden Semjonows Landschaften von Leningrad, die wichtigstes Thema seiner Arbeit war. Zum individuellen Stil des Künstlers bei seinen Freilichtansichten gehört die Verwendung heller satter Farben und die Genauigkeit der Farbbeobachtung und deren Übertragung.  Semjonow zeichnete in seinen Werken ein poetisches und lebensechtes Bild von Leningrad zwischen 1960 und 1980. Viele seiner Gemälde können als künstlerische Denkmäler einer vergangenen Epoche betrachtet werden.
Alexander Semjonow starb am 23. Juni 1984 im dreiundsechzigsten Lebensjahr im Dorf Daymische in der Nähe von Leningrad, wo er in den letzten Jahren seines Lebens viel gearbeitet hatte. Gemälde Semjonows hängen in Kunstmuseen in Russland, in zahlreichen privaten Sammlungen in Russland, den USA, Finnland, Frankreich, Japan und anderen Ländern.